# 點斑穗肩䲁
點斑穗肩䲁（學名：Cirripectes stigmaticus），又稱點斑項鬚䲁，為輻鰭魚綱鳚形目䲁科穗肩䲁屬的一種，分布於印度太平洋，從東非至薩摩亞群島海域，深度0至20公尺，本魚體呈長橢圓形且側扁，下唇內側光滑，外側有褶皺，上唇小圓齒35-52顆，鰓耙23-30，頭部感覺孔系統簡單，兩側頸部皮瓣後面各有一個孔，眶上7-22觸鬚，鼻8-29觸鬚，頸項34-47觸鬚，全身無鱗片，頭部和身體深棕色，前部有猩紅色的網狀結構，後部變成斑點和波浪線，虹膜上有黃色環狀瞳孔，鰭上的顏色是棕色而不是猩紅色，尾鰭幾乎完全是黃色，大型個體呈深綠色至黑色，頭部有紅色斑點，側面有紅色斑點至垂直條紋，背鰭膜與尾鰭相連，最後一根棘上有一深凹口，第一根棘稍高於第二根，背鰭硬棘11-13枚、背鰭軟條14-16枚、臀鰭硬棘2枚、臀鰭軟條15-17枚，體長可達10公分，棲息在藻類、珊瑚生長茂密的淺水與有遮蔽的近岸礁石中，單獨或成小群活動，通常躲在洞穴，一旦遇危險時以倒游方式躲入小洞穴中，僅露出頭部注視敵人，具領域性，幼魚為浮游性，雌魚產附著性卵，雄魚有護卵行為，可做為觀賞魚。